# Jon Karthaus
Jon Karthaus (Utrecht, 9 februari 1985) is een Nederlandse regisseur, producent, showrunner, scenarist, acteur, zanger & songwriter. 

## Levensloop
Hij volgde een havo-opleiding van 1997 tot 2002 op de Werkplaats Kindergemeenschap in Bilthoven en meerdere theateropleidingen, waaronder de Jeugdtheaterschool van de Hogeschool voor de kunsten te Utrecht. Na zijn havo-opleiding speelde hij in meerdere theaterproducties bij de Paardenkathedraal in Utrecht. Hij speelde in de comedyserie Samen. Karthaus werkte als presentator voor diverse (kinder)programma's: Burgers Zoo en Waarom (Net5) en Nixk Extra (Nickelodeon). 
Van 2004 tot en met 2006 was Karthaus te zien als het personage Moes Brinksma in de Nickelodeon-jeugdserie ZOOP en later ook in de bijbehorende ZOOP-films; Zoop in Afrika (2005), Zoop in India (2006) en Zoop in Zuid-Amerika (2007). Als zijn personage bracht hij samen met collega-acteur Ewout Genemans (Bastiaan) de single "Ooh Ooh Voelt Zo Goed" uit. In juli 2023 kwam hij met de oud-hoofdrolspelers na bijna twintig jaar weer bij elkaar in de televisiespecial ZOOP: De Reünie.
In 2008 heeft Karthaus samen met ZOOP-collega Ewout Genemans het productiebedrijf No Pictures Please opgericht. Hierin waren beiden creatief producent en eigenaar en ze deden dit samen met NL Film. Met No Pictures Please zijn zij onder andere verantwoordelijk voor het maken en bedenken van het SBS-programma Fans! en het NPO Zapp-programma Heibel langs de lijn.
In 2010 verlaat hij dit bedrijf. In 2011 richt Karthaus zijn eigen productiebedrijf annex platenlabel op: Johnnywood. Zo is hij in 2010 begonnen met de opnames van een korte film op Aruba. Dit was de eerste Nederlandse filmproductie die op Aruba geschoten was en ging in juni 2010 in première op het Aruban International Film Festival. Sindsdien heeft Karthaus meerdere series en films geregisseerd waaronder Weemoedt, Homies, Bella Donna's en Fijn Weekend.

## Privé
Sinds 2005 had Karthaus een relatie met actrice Carolien Spoor, het stel trouwde in september 2016 en kreeg twee zonen. Het stel is sinds december 2024 gescheiden. Karthaus en zijn ex-vrouw zijn samen in meerdere filmprojecten te zien waaronder Homies, Bella Donna's en Fijn Weekend, in laatst genoemde vormde ze een gezin waarin ook hun beide zoontjes de kinderen vertolkte.

## Filmografie

### Als acteur
Film
- 2006: Zoop in Afrika, als Moes Brinksma[7]
- 2006: Zoop in India, als Moes Brinksma
- 2006: Afblijven, als Boris
- 2007: Zoop in Zuid-Amerika, als Moes Brinksma
- 2010: Sterke verhalen, als Paulo, verkoper in coffeeshop
- 2010: De kronieken van Narnia: De reis van het drakenschip, als Prins Caspian (stemrol)
- 2012: Mijn vader is een detective: The Battle, als presentator
- 2014: Pak van mijn hart, als showmaster
- 2015: Homies, als Alfons de junk
- 2015: Ja, ik wil!, als ober
- 2017: Bella Donna's, als Mexicaanse ober
- 2023: Fijn Weekend, als Job

Televisie
- 2002: Dunya & Desie, als Frenk
- 2004: Snacken, als man
- 2004-2006: ZOOP, als Moes Brinksma
- 2005-2006: Samen, als Dylan Havinga
- 2006: Bij Sinterklaas, als cameraman
- 2010: Kinderen geen bezwaar, als jongen
- 2012: Van God los, als docent
- 2022: Sinterklaasjournaal, als echtgenoot van Rianne
- 2023: ZOOP: De Reünie
- 2024: Costa!! de serie, als dj Tony

### Als regisseur
Film
- 2010: Heb het lief
- 2013: Geen Klote!
- 2015: Homies
- 2017: Bella Donna's
- 2018: Bon Bini Holland 2
- 2020: Op gepaste afstand
- 2022: Costa!!
- 2023: Fijn Weekend
- 2024: The Dadchelor

Televisie
- 2012: The Young Ones, 1 aflevering
- 2013: Beschuldigd, 22 afleveringen
- 2014: Het mysterie van..., 15 afleveringen
- 2016: Weemoedt, 5 afleveringen
- 2016: All-in Kitchen, 1 aflevering
- 2024: Costa!! de serie, 8 afleveringen

## Discografie

### Singles
| Lied                                       | Verschijnen     | Album | Hitlijsten  | Hitlijsten  | Hitlijsten   | Hitlijsten   | Opmerkingen                             |
| Lied                                       | Verschijnen     | Album | NL (Top 40) | NL (Top 40) | NL (Top 100) | NL (Top 100) | Opmerkingen                             |
| Lied                                       | Verschijnen     | Album | Piek        | Weken       | Piek         | Weken        | Opmerkingen                             |
| ------------------------------------------ | --------------- | ----- | ----------- | ----------- | ------------ | ------------ | --------------------------------------- |
| Zoop in Afrika (Djeo Madjula)              | 27 juni 2005    | —     | 12          | 10          | 4            | 18           | met gehele ZOOP-cast                    |
| Ooh ooh voelt zo goed (met Ewout Genemans) | 31 oktober 2005 | —     | —           | —           | 17           | 6            | als de ZOOP-personages Moes en Bastiaan |
| Zoop in India (Magisch avontuur)           | 5 juni 2006     | —     | 30          | 4           | 9            | 16           | met gehele ZOOP-cast                    |
| Zoop in Zuid-Amerika (Baila Mi Tango)      | juni 2007       | —     | —           | —           | 63           | 5            | met gehele ZOOP-cast                    |
| Laat me leven (met Ewout Genemans)         | juni 2007       | —     | —           | —           | 98           | 1            | als de ZOOP-personages Moes en Bastiaan |

## Trivia
- Karthaus heeft een bandje genaamd "Lunch". In 2001 won hij daarmee een schoolwedstrijd.
- Karthaus speelt gitaar, piano, drums en basgitaar.
- In 2024 deed Karthaus samen met Géza Weisz mee aan het televisieprogramma Top 2000 Quiz.